# Le Plateau
Le Plateau este o comună din departamentul Abidjan, regiunea Lagunes, Coasta de Fildeș.